# Chris Haffey
Chris Haffey (nascido em 7 de janeiro de 1985, Whately, Massachusetts) é um patinador norte-americano.
É reconhecido como um dos melhores do mundo na categoria aggressive inline.

## Biografia
Como muitos patinadores Chis Began teve seu primeiro rollerskating ainda na infância, quando completou 11 anos de idade começou a andar de patins em linha, ao mudar-se para Atlanta logo foi introduzido ao Aggressive Inline, modalidade também conhecida como blading, isso ocorreu graças a praticar hóquei no gelo, e depois retornaria para a Califórnia.
Na Califórnia Chris foi submerso na cultura do aggressive inline da california pelo mãos do ex-produtor profissional Brian Bell, que foi quem produziu sua primeira seção de vídeos, e através dele Chris conheceu o empreendedor da Indústria Skating e líder da (Remz) Kato Mateu. Os dois se tornaram bons amigos principalmente porque Kato patrocinou muitas das atividades de Chris através de sua empresa a Remz.
Chris patinava casualmente na rua até o ano 2004, quando ele venceu a final do ASA e começou a competir regularmente nos circuitos amadores e profissionais. Este foi o ponto da grande virada para Chris, sua notoriedade no esporte cresceu de forma consistente, principalmente pelas sua colocação e posições do pódio. logo ele foi escalado para compor as fileiras dos pioneiros no esporte, como Arlo Eisenberg, Aaron Feinberg, e Brian Shima.
Chris com seu talento e profissionalismo tem revolucionado o estilo de patinação aggressiva na rua,  graças a Chris o esporte da comunidade estava de volta à ação, principalmente por ele ser incluído como membro do "Team" em comunicados feitos pela imprensa a exemplo ESPN.
Ele é credenciado por muitos como o indivíduo que gerou o renascimento da patinação agressiva principalmente pela consistência de sua performance. Esta é também a razão pela qual ele é procurado por muitos patrocinadores e eventos fora da indústria. Um exemplo disso é sua participação na Nitro Circus Nitro Circus Live de turismo, onde foi citado como o "melhor rollerblader do mundo" no seu show em Las Vegas. 
Ele é o patinador agressivo número um do mundos, é com o maior repertório de truques e uma infinidade de títulos competições. Sua mais recente conquista foi ganhar o primeiro lugar no X-Games na categoria Aggressive street Inline. Sua mais recente conquista foi ganhar o primeiro lugar no X-Games na categoria Aggressive street Inline.

## Títulos em competição
- 2002 - 1st Atlanta IMYTA
- 2002 - 1st Detroit IMYTA
- 2003 - 1st  Puerto Rico IMYTA Final Four
- 2003 - 2nd Eisenbergs Hoedown
- 2004 - 1st Barn Burner
- 2004 - 1st LG World Championships
- 2004 - 1st Eisenbergs Hoedown
- 2005 - 2nd LG World Tour Munich
- 2005 - 1st LG World Tour Paris
- 2005 - 1st LG World Championships
- 2005 - 1st Barn Burner
- 2005 - 2nd Eisenbergs Hoedown
- 2006 - 1st Barn Burner
- 2006 - 1st (tie) SDSF OPEN Escondido
- 2006 - 1st Australian Championships
- 2006 - 2nd Asian X Games
- 2006 - 1st Asian X Games Best Trick
- 2007 - 2nd Barn Burner
- 2007 - 1st LG World Championships
- 2007 - 1st Eisenbergs Hoedown
- 2007 - 2nd Asian X Games
- 2007 - 1st AIL WorldFinals WoodwardW
- 2007 - 2nd Bitter Cold Showdown
- 2007 - 1st SDSF OPEN Escondido
- 2008 - 3rd Bitter Cold Showdown
- 2008 - 2nd NASS
- 2008 - 1st SDSF OPEN
- 2009 - Gold XGames Shanghai
- 2010 - 1st Bitter Cold Showdown
- 2011 - Gold XGames Shanghai

## Filmografia
- Regardless
- Shred Till Your Dead
- Barely Dead
- Drip Drop
- On top
- Fade Nation
- 2 Feet
- Leading the Blind
- Killer Boots
- KFC 3 "straight jacket"
- Demode
- Rejects Issue 5
- VG20
- United Front
- US
- Noir
- Street Dwellaz 1, 2, & 3